# قلعة ناوة كش (مقاطعة دورة)
قلعة ناوة كش (بالفارسية: قلعه ناوه کش) هي قرية تقع في Shurab Rural District في إيران. يقدر عدد سكانها بـ 37 نسمة بحسب إحصاء 2016.